# Station Montargis
Station Montargis is een spoorwegstation aan de spoorlijn Moret-Veneux-les-Sablons - Lyon-Perrache. Het ligt in de Franse gemeente Montargis in het departement Loiret (Centre-Val de Loire).

## Geschiedenis
Het station werd op 14 augustus 1860 geopend door de Compagnie des chemins de fer de Paris à Lyon et à la Méditerranée bij de opening van de sectie Moret - Veneux-les-Sablons ↔ Montargis. Sinds zijn oprichting is het station eigendom van de Société nationale des chemins de fer français (SNCF).

## Ligging
Het station ligt op kilometerpunt 117,679 van de spoorlijn Moret-Veneux-les-Sablons - Lyon-Perrache.

## Diensten
Het station wordt aangedaan door treinen van Transilien lijn R, welke rijden tussen Paris-Gare de Lyon en dit station. Ook doen Intercités-treinen tussen Paris-Bercy en Nevers het station aan.

## Vorig en volgend station
| Richting           | Vorig station                                      | Lijn    | Volgend station | Richting |
| ------------------ | -------------------------------------------------- | ------- | --------------- | -------- |
| Paris-Gare de Lyon | Ferrières - Fontenay (of Souppes - Château-Landon) | Trans R | Eindpunt        | Eindpunt |